# Bình Hưng (xã)
Bình Hưng là một xã thuộc Thành phố Hồ Chí Minh, Việt Nam.

## Địa lý
Xã Bình Hưng nằm ở phía đông huyện Bình Chánh, có vị trí địa lý:
- Phía đông giáp Quận 7 và huyện Nhà Bè
- Phía tây và phía nam giáp xã Phong Phú
- Phía bắc giáp Quận 8.

Xã có diện tích 13,72 km², dân số năm 2021 là 106.156 người,  mật độ dân số đạt 7.737 người/km².

## Lịch sử
Xã Bình Hưng được thành lập vào ngày 23 tháng 9 năm 1960 trên cơ sở sáp nhập hai xã Bình Đăng và Chánh Hưng cũ, bấy giờ thuộc quận Bình Chánh, tỉnh Gia Định.
Dưới thời nhà Nguyễn, Bình Đăng và Chánh Hưng vốn là hai thôn thuộc huyện Tân Long, phủ Tân Bình, tỉnh Gia Định. Đến thời Pháp thuộc, hai thôn này trở thành hai làng thuộc hạt tham biện Chợ Lớn, sau gọi là tỉnh Chợ Lớn. Năm 1923, chính quyền cắt một phần đất của hai làng này để nhập vào thành phố Chợ Lớn (khu vực này hiện nay thuộc địa bàn Quận 8). Đến thập niên 1930, chính quyền thành lập quận Trung Quận thuộc tỉnh Chợ Lớn, hai làng Bình Đăng và Chánh Hưng thuộc quận Trung Quận. Năm 1956, chính quyền Việt Nam Cộng hòa giải thể tỉnh Chợ Lớn, hai làng Bình Đăng và Chánh Hưng trở thành hai xã thuộc quận Bình Chánh, tỉnh Gia Định.